# Villamayor de Treviño
Villamayor de Treviño ist ein Ort und eine Gemeinde (municipio) mit 56 Einwohnern (Stand: 2024) in der Provinz Burgos in der nordspanischen Autonomen Region Kastilien-León. 

## Lage
Villamayor de Treviño liegt am Río Odra, der in den Ebro entwässert, in der kastilischen Hochebene (meseta) in einer Höhe von etwa 822 Metern ü. d. M. und ist etwa 40 Kilometer (Luftlinie) in westnordwestlicher Richtung von der Stadt Burgos entfernt.

## Bevölkerungsentwicklung
| Jahr      | 1950 | 1970 | 1981 | 1991 | 2001 | 2011 | 2021 |
| Einwohner | 410  | 203  |      | 125  | 113  | 85   | 64   |

## Wirtschaft
Die Region ist seit Jahrhunderten wesentlich von der Landwirtschaft geprägt; die Bewohner früherer Zeiten lebten hauptsächlich als Selbstversorger, aber auch Handwerk und Kleinhandel spielte eine Rolle. Ein Schwerpunkt lag auf der Anzucht von Bäumen aller Art, die letztlich in ganz Zentralspanien angepflanzt wurden.

## Geschichte
1092 wurde die Ortschaft erstmals in einer Schenkungsurkunde erwähnt. Der Edelmann Nuño Ansúrez gab sein Territorialvermögen in dieser Gegend an das Bistum Burgos.

## Sehenswürdigkeiten
- Marienkirche (Iglesia de Santa Maria)
- Reste eines ehemaligen Prämonstratenserkonvents

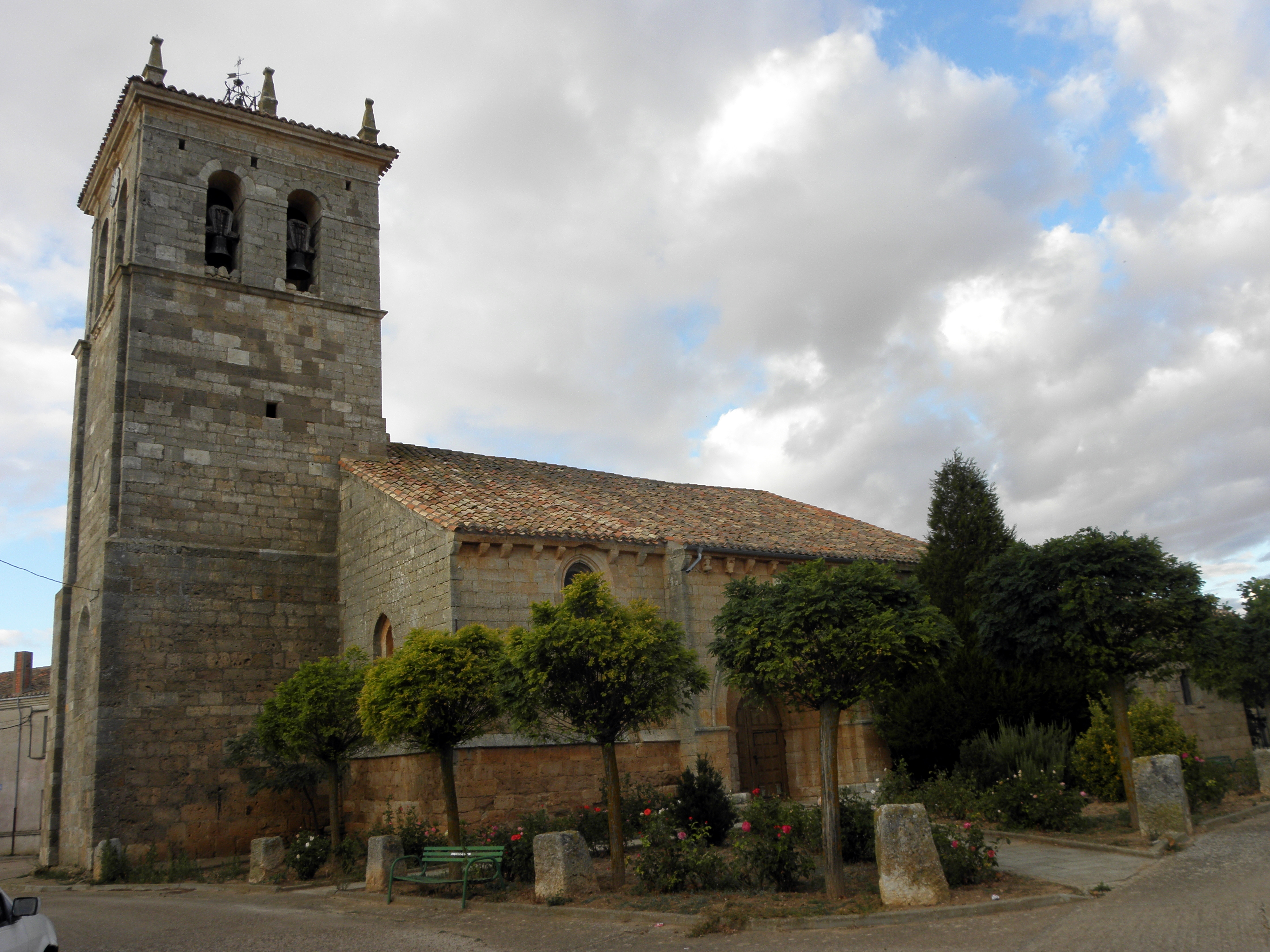
Marienkirche